# 15902 Dostál
15902 Dostál este un asteroid din centura principală, descoperit pe 13 septembrie 1997, de Lenka Šarounová.